# 韦伊内·哈基拉
韋伊內·哈基拉（芬蘭語：Väinö Hakkila；1882年6月29日—1958年7月18日），芬兰社会民主党的政治家、律师。哈基拉曾于1926年进入坦纳政府任司法部长，其后在1936年至1945年期间担任议会议长。